# Contrafacia muattina
De Contrafacia muattina is een vlinder uit de familie van de Lycaenidae. De wetenschappelijke naam van de soort werd als Thecla muattina in 1902 gepubliceerd door Schaus.

## Synoniemen
- Thecla catharina Draudt, 1920